# Henryk Milcarz

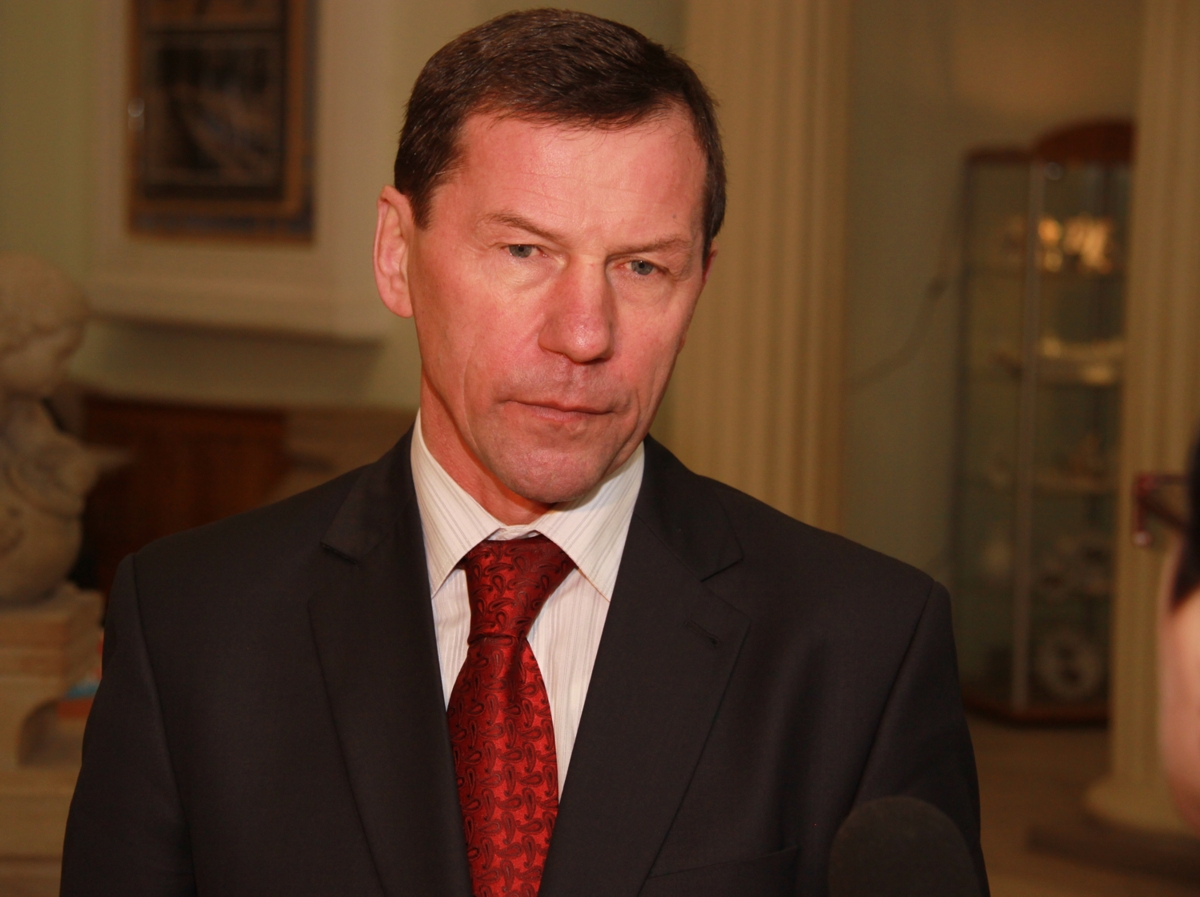
Henryk Milcarz, 2009

Henryk Mieczysław Milcarz (* 21. Juli 1950 in Zagnańsk) ist ein polnischer Politiker, Kommunalpolitiker und seit 2005 Abgeordneter des Sejm in der V. und VI. Wahlperiode.

## Leben und Wirken
Henryk Milcarz machte einen Abschluss an der Handelshochschule Warschau. In den Jahren 1978  bis 1983 war er in einem Betrieb für Labortechnik und Industrieanlagen in Kielce angestellt, bis 1992 leitete er die Genossenschaft für gegenseitige Hilfe in der Landwirtschaft in Samsonów. Danach war er stellvertretender Vorsitzender der Kielcer Abwassergesellschaft und 2003 wurde er ihr Vorsitzender.
Er war Mitglied der Polska Zjednoczona Partia Robotnicza (Polnische Vereinigte Arbeiterpartei – PZPR), später trat er der Socjaldemokracja Rzeczypospolitej Polskiej (Sozialdemokratie der Republik Polen – SdRP), 1999 wurde er Mitglied des Sojusz Lewicy Demokratycznej (Bund der Demokratischen Linken – SLD). Er war unter anderem Vorsitzender des Woiwodschaftsrats der SLD für die Woiwodschaft Świętokrzyskie. Von 1998 bis 2005 war er Vorsitzender des Kreisrats im Powiat Kielecki.
In den Parlamentswahlen 2005 wurde er für die SLD zum ersten Mal Abgeordneter des Sejm. In den Parlamentswahlen 2007 wurde er über die Liste der Lewica i Demokraci (Linke und Demokraten – LiD) mit 7.960 Stimmen für den Wahlkreis Kielce erneut in den Sejm gewählt. Er ist Mitglied der Sejm-Kommissionen für Wirtschaft und Umweltschutz.
Am 22. April 2008 wurde er Mitglied der neu gegründeten Fraktion Lewica.